# Чест-Спрінгс (Пенсільванія)
Чест-Спрінгс (англ. Chest Springs) — місто (англ. borough) в США, в окрузі Кембрія штату Пенсільванія. Населення — 140 осіб (2020).

## Географія
Чест-Спрінгс розташований за координатами 40°34′41″ пн. ш. 78°36′38″ зх. д. / 40.57806° пн. ш. 78.61056° зх. д. (40.578082, -78.610521).  За даними Бюро перепису населення США в 2010 році місто мало площу 0,50 км², уся площа — суходіл.

## Демографія
Згідно з переписом 2010 року, у селищі мешкало 149 осіб у 62 домогосподарствах у складі 39 родин. Густота населення становила 298 осіб/км².  Було 71 помешкання (142/км²).
Расовий склад населення:
| - 100,0 % — білих |

До двох чи більше рас належало 0,0 %. Частка іспаномовних становила 0,0 % від усіх жителів.
За віковим діапазоном населення розподілялося таким чином: 24,2 % — особи молодші 18 років, 63,7 % — особи у віці 18—64 років, 12,1 % — особи у віці 65 років та старші. Медіана віку мешканця становила 36,3 року. На 100 осіб жіночої статі у селищі припадало 104,1 чоловіків;  на 100 жінок у віці від 18 років та старших — 105,5 чоловіків також старших 18 років.
Середній дохід на одне домашнє господарство  становив 60 974 долари США (медіана — 47 500), а середній дохід на одну сім'ю — 76 873 долари (медіана — 78 750). За межею бідності перебувало 15,3 % осіб, у тому числі 28,8 % дітей у віці до 18 років та 0,0 % осіб у віці 65 років та старших.
Цивільне працевлаштоване населення становило 71 особа. Основні галузі зайнятості: освіта, охорона здоров'я та соціальна допомога — 29,6 %, будівництво — 19,7 %, виробництво — 15,5 %.